# Codage d'Even-Rodeh
Le codage d'Even-Rodeh est un codage entropique inventé par Shimon Even et Michael Rodeh en 1978 et utilisé essentiellement en compression de données.
Le code produit est un code préfixe et universel.

## Exemples
| Décimal | Binaire | Code omega | Code d'Even-Rodeh |
| ------- | ------- | ---------- | ----------------- |
| 0       | 0       | Impossible | 000               |
| 1       | 1       | 0          | 001               |
| 2       | 10      | 10 0       | 010               |
| 3       | 11      | 11 0       | 011               |
| 4       | 100     | 10 100 0   | 100 0             |
| 5       | 101     | 10 101 0   | 101 0             |
| 6       | 110     | 10 110 0   | 110 0             |
| 7       | 111     | 10 111 0   | 111 0             |
| 8       | 1000    | 11 1000 0  | 100 1000 0        |